# سيرياس بلاك
سيريوس بلاك (بالإنجليزية: Sirius Black) شخصية خيالية في سلسلة هاري بوتر للمؤلفة البريطانية ج. ك. رولنغ، وهو ساحر من أسرة سحرية عريقة، سُجن ظلماً في حصن أزكابان لاثني عشر عاماً بتهمة التعاون مع لورد فولدمورت، وتسليم آل بوتر إليه، كما بتهمة قتل اثني عشر عامياً، وأحد السحرة، وهرب بعدها كما جاء في كتاب هاري بوتر وسجين أزكابان لينتقم ممن قتل صديقه وتسبب في سجنه، ويحمي ابنه الروحي، سيريوس بلاك هو أبو هاري بوتر الروحي، وكان أعز أصدقاء جيمس بوتر والد هاري.

## المولد والنشأة
وُلد سيريوس بلاك Sirius Black في 1959 لأبوين من آخر فروع أسرة بلاك السحرية العريقة التي ترتبط بعلاقات دم ومصاهرة مع معظم الأسر السحرية القوية والنافذة هُما أوريون ووالبرجا بلاك، ونشأ نشأة أمير من سلالة ملكية نشأة انعكست في ثقته بنفسه، ونبله، كما في أسلوبه الآمر في التعامل.
لم يكن سيريوس بلاك المتمرد بطبعه متآلفاً مع طابع حياة أسرته التقليدي والمتزمت، فعجز عن التعامل مع والديه المهووسين بنقاء الدم، ومع شقيقه الأصغر ريغولاس الذي تبنى أفكار والديه، فكانت سنواته في هوجوورتس مهرباً له من أسرته، ومتنفساً يمارس خلاله تمرده.
حين بلغ سيريوس بلاك الحادية عشرة من عمره دخل هوجوورتس، وصنفته قبعة التصنيف في جريفندور، هناك التقى بأعز أصدقائه وشريكه في كل الشغب الذي قاما به معاً جيمس بوتر، كما التقى صديقهما الثالث ريموس لوبين، وأصبح الثلاثة مع بيتر بيتيجرو عصابة النهابين الأربعة.
كنتيجة لرغبتهم في مرافقة صديقهم المستذئب لوبين خلال فترات تحوله، درس الأصدقاء الثلاثة فروعاً غامضة من السحر، واستطاعوا جميعاً بشكل غير شرعي أن يصبحوا سحرة متحولين في سن مبكرة، تحول سيريوس إلى كلب أسود كبير، واتخذ له لقب بادفوت في العصابة، ليواصلوا استكشافاتهم ومغامراتهم معاً.
كان بلاك طالباً مشاغباً، وميالاً إلى القسوة، وبرفقة صديقه جيمس بوتر، كان من الصعب أن يحكم أي كان السيطرة عليهما، فانطلقا في المدرسة يعبثان كما يحلو لهما دون أن تردعهما العقوبات الكثيرة التي تعرضا لها معاً كنتيجة لمشاغباتهما.
ونمى بلاك عداء شخصياً تطور عبر السنين مع زميله من منزل سليذرين سيفروس سنيب بمعية صديقه بوتر، وجعلا مهمتهما إذلاله والنيل منه، والبطش به بكل شكل ممكن، لأنهما كرها تعمقه في فنون السحر الأسود، وكما يقول بوتر فإنهما «كرها مجرد وجوده».
كنتيجة لهذه الكراهية قرر بلاك أن يمارس لعبة قاسية على سنيب، فأقنعه بتتبع لوبين إلى شريكنغ هاوس حيث كان لوبين يقضي فترات تحوله إلى مستذئب، ليجد سنيب نفسه في مواجهة مميتة مع ذئب، لكن جيمس بوتر أنقذه، فاستمر العداء بين بلاك وسنيب، وامتدت آثاره لتتسبب في نتائج كارثية مستقبلية.
لم يكن بلاك سعيداً مع والديه الذين أرهقاه بهوسهما بالتقاليد ونقاء الدم، بينما كان هو متمرداً على كل التقاليد، وراغباً في العيش بحرية بعيداً عن كل التعقيدات الأسرية، كره بلاك كل أفراد أسرته منذ سن مبكرة، وطور عداء كبيراً معهم هم أيضاً، انتهى بتركه لبيت أسرته وانتقاله للعيش في بيت أسرة جيمس بوتر إلى أن امتلك بيته الخاص الذي حصل عليه بوصية من خال له كان يحبه ويسمى ألفارد بلاك، وكنتيجة لهجره منزل الأسرة، أُزيل اسمه من شجرة العائلة، وسُمي خائناً للدم.
كان بلاك ساحراً قوياً منذ طفولته، ونزاعاً إلى العدل والخير بفطرته، غير أن الازدراء لمن يخالفونه، أو لمن يرى أنهم أدنى منه شأناً كان عيبه الكبير الذي لعب دوراً في الأحداث المأساوية التي شكلت حياته وانتهت بمقتله المفاجئ في 1996.

## الحرب الأولى
كان سيريوس بلاك من المقربين إلى ألباس دمبلدور ومن السحرة المشهورين، وأعضاء جماعة العنقاء الأقوياء. لا يُعرف عمله بالضبط بعد تخرجه من هوجوورتس، لكنه اشتهر بالتمرد والانطلاق رغم أجواء الحرب بين المجتمع السحري ولورد فولدمورت، واشتهر بدراجة نارية سوداء، وثياب مبتهجة، وفرحه.
ازداد العداء بين بلاك وأسرته، فأسرته كانت من الذين آمنوا بلورد فولدمورت حين ظهوره، وأيقنوا بأنه مخلص العالم السحري، كما عدوا أخاه ريغولاس الذي أصبح آكل موت بطلاً، لكن هذا الافتتان لم يدم طويلاً، فريغولاس قُتل على يد فولدمورت.
كانت علاقة أسرة بلاك بأكلة الموت أحد أسباب اقتناع المجتمع السحري بالتهم التي وُجهت إلى سيريوس بلاك فيما بعد.
برغم كل الحرب، فإن بلاك ورفاقه كانوا يحتفلون، ففي حفل زواج صديقه جيمس بوتر كان بلاك الإشبين، ثم أصبح الأب الروحي للصبي الذي نجا هاري بوتر، رغم ذيوع النبوءة.
حين وُلد هاري، طارد فولدمورت آل بوتر ليقتلهم، فقرروا الاختباء بتعويذة تحتاج إلى كاتم للأسرار، وعرض ألباس دمبلدور على جيمس بوتر أن يكون كاتم الأسرار لكنه رفض، واتخذ سيريوس كاتماً للأسرار، غير أن سيريوس الذي كان مقتنعاً بأن فولدمورت سيعرف أن بوتر سيختاره ليكون كاتم الأسرار ويأتي خلفه، أراد تضليل مطاردي آل بوتر، فأقنع جيمس بتعيين صديقهما الخائن الجبان بيتر بيتيجرو كاتماً للأسرار لأنه اعتقد بأن فولدمورت لا يمكن أن يفكر في أن آل بوتر سيوكلون سر حياتهم إلى ساحر عديم المهارة والمقدرة مثل بيتيجرو، ولم يعلم صديقهم الرابع ريموس لوبين بتغيير الخطة وذلك لشكه في كونه خائناً، لأنه مستذئب.
كانت خطة سيريوس مقتل آل بوتر ونهايته، فبيتيجرو الذي ازدراه سلم آل بوتر إلى فولدمورت بمنتهى السهولة، وبعد موت آل بوتر، سعى سيريوس للحصول على هاري ابنه الروحي الناجي، لكن هاجريد لم يسمح له بذلك، فتخلى عن دراجته السوداء له كي يأخذ هاري إلى دمبلدور، وانطلق ليبحث عن بيتيجرو الذي هرب إلى حشد من العامة، كان بلاك قد قرر قتله، لكن بيتيجرو كان أسرع منه، فتلا تعويذته ليقتل اثني عشر من العامة الحاضرين في المكان، ويتوارى هارباً كفأر دون أن يبقى منه غير أصبعه.
انتابت بلاك نوبة هستيرية من الضحك، وبعد مقتل فولدمورت، حوكم بتهمة قتل اثني عشر عامياً، وساحر واحد هو بيتر بيتيجرو، كما اتهم بالضلوع في مخطط فولدمورت لقتل آل بوتر، وبأنه مساعده، وخليفته المحتمل، وحُكم عليه بالسجن في أزكابان مدى الحياة.

## سجين أزكابان
سُجن سيريوس بلاك في سجن أزكابان لمدة أثنتي عشرة سنة بلا ذنب، سوى اتهامه بقتل إثني عشرة عامياً وبيتر بيتيجرو.
عانا خلال سنوات سجنه كثيرا ً، خصوصا بوجود الدمينتورات التي تسرق السعادة من السجناء.
استطاع الهرب من سجن أزكابان في الجزء الثالث من السلسلة، وذلك بواسطة قدرته على التحول إلى كلب أسود، فالدمنتورات لا ترى، ولكنها تستطيع تمييز مشاعر البشر وسرقة أحاسيسها، لكن ليس لها قدرة على تمييز أحاسيس الحيوانات.

## بلاك مطارداً
بعد هروبه من أزكابان، قامت وزراة السحرة بإعلان هروبه في صحف السحرة وكذلك إبلاغ وزير العامة وذلك لاعتقادهم بشدة خطورته.
كان بلاك يرغب في مقابلة إبنه الروحي هاري بوتر، لكن واجهه عدة صعوبات في ذلك بسبب الأطراف الخارجية،
فهاري لايعلم بوجود أب روحي له، بالإضافة لاعتقاده بأن بلاك هو قاتل والديه، كذلك الوزراة والمدرسة نفسها حرصت على تأمين هوجوورتس وحراستها حتى أنهم استعانوا بالدمنتوارت للقيام بهذه المهمة.
طاردت الوزراة بلاك بعد هربه أزكابان بشدة فاختبأ في الجبال، واضطر خلال فترة هربه للتحول إلى صورة كلب أسود حتى يتمكن من سرقة بعض الطعام والإطلاع على آخر الأخبار، تمكن بعد جهد كبير من مقابلة هاري وإثبات براءته لهاري ولصديقه رون وهيرميون وصديقه لوبين وأثبت أن القاتل الذي قتل الإثني عشر عاميا ماهو الإ بيتر بيتيجرو متخفيا ً طول الإثني عشرة سنة الماضية في صورة فأر رون سكابرز.
وقع مرة أخرى في قبضة الوزارة بعد أن أثبت لهاري براءته بفترة قصيرة، وحُكم عليه بالقتل بواسطة قبلة الدمنتور، ساعده هاري وهرميون في الفرار من قبضة الوزراة بإيعاز من دمبلدور، فهرب إلى جهة غير معروفة واختبأ هناك، لكن بقي على اتصال بهاري بواسطة وسائل مختلفة.

## موته
مات بلاك بلاضجة وبلا مقدمات كبيرة في الجزء الخامس من السلسلة خلال معركة الوزارة،
فخلال القتال الدائر بينه وبين بلاتريكس القت عليه تعويذة الموت «أفادا كادافرا» سقط واختفي خلف ستارة، وتم إعلان موته حيث يُعتقد أن من يختفي خلف هذا الستار في عداد الموتى.

## سيريوس بلاك وبادفوت
كان جماعة النهابين الاربعة تستخدم هذا الاسم كلقب لسيريوس بلاك حيث كان جيمس بوتر لقبه برونجز وريموس لوبين لقبة موني وبيتر بيتجرو لقبه وورميتل

## علاقات قرابته
لإسرة بلاك علاقة بمعظم عائلات السحرة، بسبب تزواجهم الداخلي للمحافظة على نقاء الدم.
وله علاقة شديدة القرابة بنرسيسا مالفوي والدة دراكو مالفوي وزوجة آكل الموتى لوشيوس مالفوي.

## إثبات براءته
لم يتم تبرئة بلاك خلال سنوات حياته من التهمة التي نُسبت إليه مطلقاً، ولم يؤمن ببراءته سوى عدد قليل جدا ً كان منهم هاري ورفيقيه، كذلك دمبلدور وهاجريد وصديقه لوبين.
بعد وفاته وظهور القاتل بيتر بيتيجرو على الملأ، تمت تبرئته من جميع التهم التي نسبت إليه.

## ظهوره بعد الموت
حاول هاري في نهاية الجزء الخامس معرفة كيفية إعادة شبحه على الأقل، لكن لم يتمكن من ذلك حيث يتطلب من الشخص قبل وفاته أن يتخذ بعض الإجراءات حتى يضمن عودة شبحه بعد الوفاة.
ولم يتمكن هاري من الاتصال به بطريقة أخرى ولا حتى بالمرأة السحرية.
ظهر سيريوس مرة واحدة في نهاية الجزء الأخير عندما اكتشف هارى حجر البعث داخل السنيتش الذهبية.ظهر على شكل شبح مع جيمس, ليلي ولوبين وساعدوا هاري على السير إلى الموت وأكد سيريوس له أن الموت «أسهل من الغط في النوم»